# Jan Jarosz
Jan Jarosz (ur. 5 marca 1877 w Kalwarii Zebrzydowskiej, zm. 12 maja 1944 w Krakowie) – polski uczony, paleontolog.

## Życiorys
Urodził się w rodzinie Rudolfa i Marii z Klemensiewiczów. Był młodszym bratem Rajmunda, prezydenta Drohobycza, właściciela uzdrowisk Truskawiec i Horyniec-Zdrój. Studiował na wydziale filozoficznym i lekarskim Uniwersytetu Jagiellońskiego. Profesor gimnazjalny w Krakowie i Kołomyi. W latach 1909–1912 pierwszy dyrektor polskiego gimnazjum w Orłowej na Śląsku Cieszyńskim. Pracował również jako dyrektor gimnazjów w Zakopanem i Drohobyczu. Od 1919 wizytator szkół średnich w Ministerstwie Wyznań Religijnych i Oświecenia Publicznego, a następnie pierwszy kurator Okręgu Szkolnego Łódzkiego. W 1925 ponownie w Ministerstwie Wyznań Religijnych i Oświecenia Publicznego na stanowisku naczelnika wydziału.
W 1925 habilitował się w zakresie paleontologii na Wydziale Górniczym Akademii Górniczej w Krakowie (obecna Akademia Górniczo-Hutnicza im. Stanisława Staszica w Krakowie), gdzie w 1926 mianowany został profesorem zwyczajnym. Na tejże uczelni zorganizował zakład paleontologii. Jego zainteresowania naukowe koncentrowały się wokół fauny dewonu i dolnego karbonu (wapienia węglowego). Prowadził badania paleozoicznego garbu Dębnika k. Krzeszowic na zachód od Krakowa.
W 1929 traci wzrok, dzięki doskonałej pamięci wykłada jeszcze przez pewien czas na AGH.
W czasie II wojny światowej przebywał w Krakowie pod opieką żony i córki. Jego syn Janusz był jednym z „Cichociemnych”, ps. „Szermierz”.
Zmarł 12 maja 1944 w Krakowie. Nieliczne grono znajomych odprowadziło profesora na cmentarz Rakowicki (kwatera XXXVIII-płd-18). Na klepsydrze nie wolno było podać, że to profesor Akademii Górniczej.

## Ordery i odznaczenia
- Krzyż Komandorski Orderu Odrodzenia Polski (7 listopada 1925)[5]